# Vipacco
Vipacco (in sloveno Vipava, nel XIX secolo in tedesco Wippach, in friulano Vipau) è un comune di 5 520 abitanti nel Carso della Slovenia occidentale. Vipacco sorge sulle numerose fonti del fiume Vipacco (Vipava), nell'omonima valle (Vipavska dolina/Valle del Vipacco), 102 m sopra il livello del mare.
Posto in cima ad una piccola collinetta a un chilometro a sud-ovest del centro vi è l'antico Palazzo di Zemono. Costruito nel 1683 dalla famiglia Lantieri, è su pianta quadrata con porticato ad arcate su colonne. Le sale interne sono decorate con affreschi barocchi.
L'area attorno alla città è rinomata per le ciliegie e il vino.

## Storia
L'area attorno alla città venne probabilmente colonizzata dagli Illiri e dai Celti in epoca pre-romana. Alcuni fanno risalire il nome alla radice celtica vip (fiume).

Nel 394, la Battaglia di Frigidus si svolse nelle vicinanze della città.

Dopo la caduta dell'Impero romano d'Occidente, e la parentesi del Regno ostrogoto, a seguito della Guerra gotica (553) promossa dall'imperatore Giustiniano I il suo territorio entrò a far parte dei domini bizantini.

Dopo la calata, nel 568, attraverso la Valle del Vipacco nell'Italia settentrionale dei Longobardi, seguiti poi da popolazioni slave, rimase sotto dominio bizantino (il confine tra l'Istria bizantina e il Regno longobardo era fissato su una linea più a nord che da Sistiana passava per Sella di Bivio).

Dopo una parentesi di dominazione longobarda dal 751 ad opera del loro re Astolfo, l'Istria tornò in mano bizantine dal 774.
Annientati i Longobardi, Carlo Magno, re dei Franchi, nel 788 occupò anche l'Istria bizantina inglobandola nel Regnum Italiae affidato da Carlo al figlio Pipino; nell'803 venne istituita la Marchia Austriae et Italiae che comprendeva il Friuli, la Carinzia, la Carniola e l'Istria. Alla morte di Pipino nell'810, il territorio passò in mano al figlio Bernardo.

Con la morte di Carlo Magno nell'814 la carica imperiale passò a Ludovico I che affidò il Regno d'Italia al suo primogenito Lotario, il quale già nell'828 (dopo aver deposto Baldrico per non aver saputo difendere le frontiere orientali dagli Slavi) divise la parte orientale del Regno, ossia la Marca Orientale (o del Friuli), in quattro contee: Verona, Friuli, Carniola e Istria (comprendente il Carso e parte della Carniola interna). Da allora le contee del Friuli e dell'Istria vennero conglobate nella nuova “marca d'Aquileia”, come parte del Regno d'Italia.
In seguito al Trattato di Verdun, nell'843, il suo territorio entrò a far parte della Lotaringia in mano a Lotario I e più specificatamente dall'846 della Marca del Friuli, in mano al marchese Eberardo a cui succedettero prima il figlio Urnico e poi l'altro figlio Berengario.
Cessato il dominio franco con la deposizione di Carlo il Grosso, Berengario, divenuto re d'Italia, passò il marchesato aquileiese al suo vassallo Vilfredo che venne poi nell'895 da lui nominato marchese del Friuli e dell'Istria.
Nel 952 l'imperatore Ottone I obbligò il re d'Italia Berengario II a rinunciare alle contee “Friuli et Istria”, unendole all'Impero romano-germanico e subordinandole al Ducato di Baviera tenuto dal suo fratellastro Enrico I a cui successe il figlio Enrico II. Nel 976 sia il Friuli sia l'Istria passarono al Ducato di Carinzia appena costituito dall'imperatore Ottone II.
Nel 1077 l'imperatore Enrico IV costituì il Principato ecclesiastico di Aquileia che ebbe influenza, mediante apposito diploma emesso lo stesso anno, anche sulla marca di Carniola e sulla contea dell'Istria.

I Conti di Gorizia, in quanto advocati del patriarca, acquisirono gradualmente una larga parte dei territori aquileiesi, frazionati in feudi minori fra i loro ministeriali, i veri e propri strumenti di governo comitale sul Carso e la vicina Istria.
Già nel 1154 si ha menzione di un certo cavaliere Wiluinus de Wippach, ministeriale aquileiese, e su un'altura del paese, nel 1275, della presenza del Castrum Wipaci superioris (castello superiore di Vipacco), costruito sulle rovine di uno di origine romana, in mano ai nobili Von Wippach.

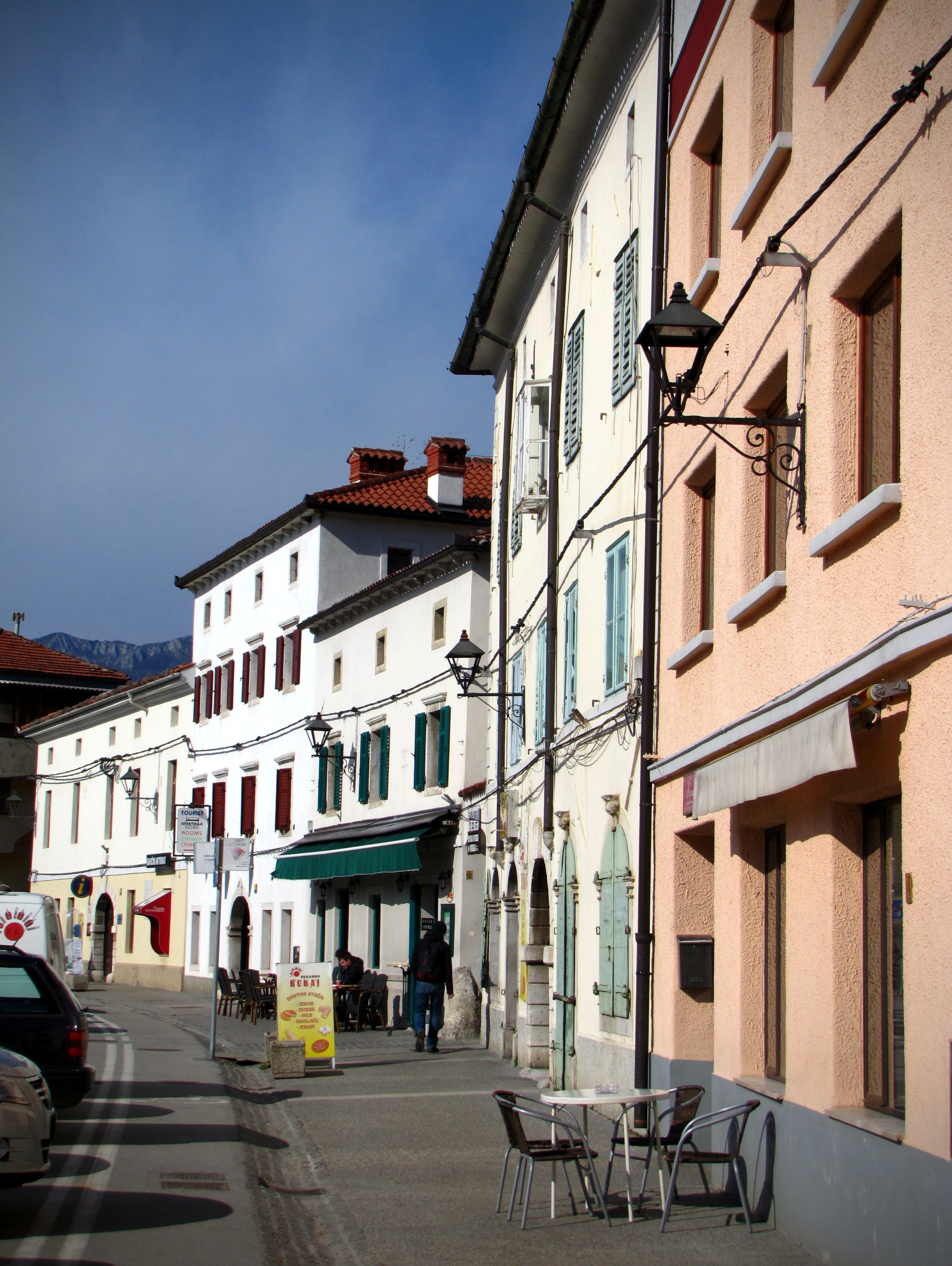
Vipacco

Tra il 1340 e il 1350 il suo territorio venne conteso tra il Principato ecclesiastico di Aquileia, il Ducato di Carniola in mano asburgica e le mire espansionistiche dei Conti di Gorizia.

Nel conflitto che ne seguì nel 1350 (svoltosi anche nel vicino Friuli), il Principato ecclesiastico di Aquileia ne uscì vincitore, ma il patriarca Nicola di Lussemburgo dovette cedere nel 1351 il Castello superiore di Vipacco agli Asburgo.
L'odierna Vipacco viene menzionata per la prima volta nel 1367.
Nel 1478, il villaggio venne pesantemente devastato dalle scorribande turche.

Nel 1508, durante la guerra austro-veneta, i Veneziani la occuparono per un breve periodo.
Nel 1528 l'arciduca Ferdinando I d'Asburgo diede per motivi finanziari in pegno le Signorie di Rifembergo e Vipacco a Gasparre Lantieri.

Durante l'epoca della Riforma protestante, gli abitanti di Vipacco aderirono in massa alla dottrina luterana, tanto che, quando nel 1584, il barone Lorenz Von Lantieri ricevette l'ordine dall'Arciduca d'Austria di espellere dall'area i protestanti, nel villaggio non rimasero che pochi abitanti di fede cattolica.
Con il trattato di Schönbrunn (1809) entrò a far parte delle Province Illiriche.

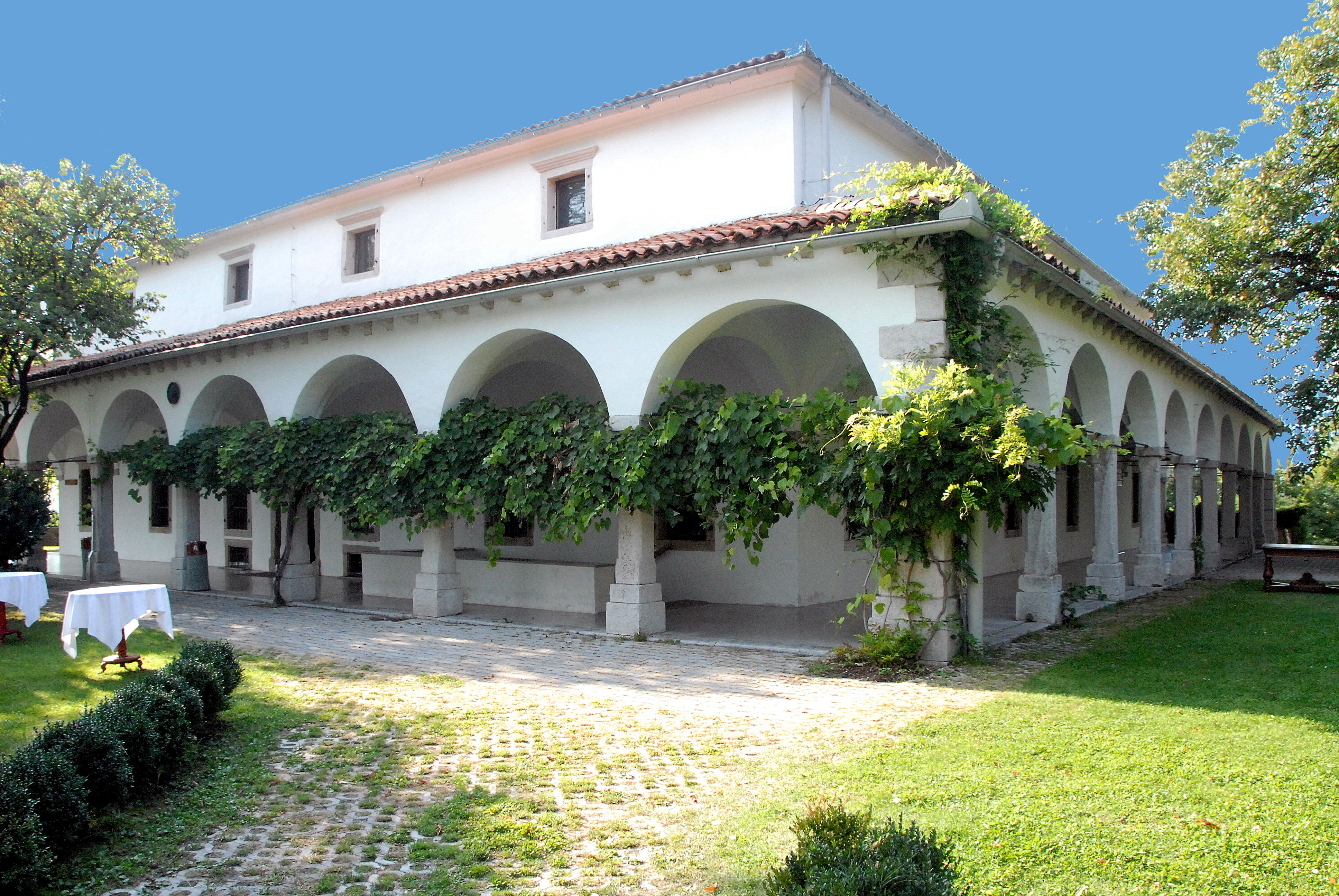
Castello Zemona

Col Congresso di Vienna nel 1815 rientrò in mano austriaca come comune autonomo del Ducato di Carniola (a sua volta incluso sino al 1849 nel Regno d'Illiria). Il comune comprendeva anche i villaggi di Gradische (Gradišče) e Zemona (o Zemono, in tedesco Semona). Il paese era noto in quest'epoca con il toponimo tedesco di Wippach e con quello sloveno di Vipava. Successivamente, nella seconda metà del XIX secolo, il comune inglobò anche i vicini comuni catastali di Sanabor (noto anche come Senabor o Senobor), Duplje (o Duple) e Vrhpolje (in tedesco Oberfeld). Sanabor tuttavia passerà nei primi anni del XX secolo al comune di Col (in tedesco Zoll), mentre Vrhpolje tornò ad essere un comune autonomo, includendo anche Duplje. Vipacco costituì in quest'epoca anche il capoluogo di un distretto giudiziario, parte del distretto politico di Postumia (Postojna, Adelsberg), che includeva anche i comuni di Budanje, Col (Zoll), Erzelj (Ersel), Goče, Lože, Planina, Podkraj, Podraga, Slap, Šturije, Ustje, Šent Vid (Sankt Veit), Vrhpolje e Vrabče.
Nel 1920, in seguito alla prima guerra mondiale e al Trattato di Rapallo, Vipacco fu annesso al Regno d'Italia, venendo provvisoriamente assegnato alla provincia di Gorizia.

Allo scioglimento di questa, nel 1923, passò alla provincia del Friuli con le stesse frazioni del periodo asburgico: Gradisca di Vipacco/Gradischie di Vipacco (Gradišče) e Semona/Zemono (Zemono).

Con la ricostituzione della provincia di Gorizia nel 1927, il comune si ingrandì nel 1928 assorbendo i comuni di:
- Budagne (Budanje), con il centro di Campolongo/Campolongo di Vipacco (Dolga Poljana);
- Ersel in Monte (Erzelj), con i centri di Volchi (Volki), Mischi (Miški), Lineuz/Lenive (Lenivec), Codreti (Kodreti);
- Gozze (o Gozza, Goče);
- Lose (Lože), con il centro di Mauce/Mance (Mauče);
- Slappe-Zorzi/Salto di Vipacco (Slap), con il centro di Zorzi (Šoršev Kraj);
- Verpogliano (Vrhpolje), con il centro di Dobbia/Duple/Duple San Tommaso (Duplje).[24][22][25]

Fu soggetto alla Zona d'operazioni del Litorale adriatico (OZAK) tra il settembre 1943 e il maggio 1945 e tra il giugno 1945 e il 1947, trovandosi ad est della Linea Morgan, fece parte della Zona B della Venezia Giulia sotto il controllo Jugoslavo.
Nel 1947, in seguito ai Trattati di Parigi, passò anche formalmente alla Jugoslavia. Dal 1991 fa parte della Slovenia.

## Località
Il comune di Vipacco è diviso in 20 insediamenti (naselja):
- Duplje
- Erzelj
- Gozza[26] (Goče)
- Gradišče pri Vipavi
- Hrašče
- Losizze[27] (Lozice)
- Lože
- Manče
- Nanos
- Orehovica
- Podbreg
- Podraga
- Pogricci[27] (Podgrič)
- Poreče
- San Vito di Vipacco[26] (Podnanos)
- Sanabor
- Slap
- Vipacco (Vipava), sede comunale
- Vrhpolje
- Zemono